# Fafen Shet'
Fafen Shet' är ett vattendrag i Etiopien.   Det ligger i regionen Somali, i den sydöstra delen av landet, 700 km sydost om huvudstaden Addis Abeba.